# Donji Rujani
Donji Rujani su naseljeno mjesto u gradu Livnu, Federacija Bosne i Hercegovine, BiH.

## Stanovništvo

### 1991.
Nacionalni sastav stanovništva 1991. godine, bio je sljedeći:
ukupno: 445
- Hrvati - 444
- ostali, neopredijeljeni i nepoznato - 1

### 2013.
Nacionalni sastav stanovništva 2013. godine, bio je sljedeći:
ukupno: 431
- Hrvati - 426
- Bošnjaci - 1
- ostali, neopredijeljeni i nepoznato - 4

## Povijest
Prvi pisani podatak o selu pod nazivom Donji Rujani datira od 8. prosinca 1400. a spominje se u darovnici kralja Stjepana Ostoje. Prema pričanju starijh mještana, selo je dobilo ime po mjesecu rujnu, jer su se u tom mjesecu doselili prvi mještani. Drugi pak govore da je dobilo ime po cvijeću "ruj" koje raste u podnožju Dinare. Selo se nalazi u podnožju Dinare, zapadno od grada Livna uz cestu koja vodi prema Bosanskom Grahovu.

## Zemljopis
Bez planine Dinare život ljudi je bio nezamisliv. Bila je jedini izvor ogrijevnog drveta i jedini pašnjak od proljeća do ljeta. Na Dinari su ostali tragovi mnogih karavanskih putova preko kojih je selo bilo povezano s dalmatinskim selima s druge strane planine. Planina Dinara je puna kontrasta; tu su velike ravnice, šume, livade i nepregledni kamenjar pun jama i pećina. Iznad sela nalaze se vrhovi koji mještani nazivaju Debelica, Rasoja i Žrvanj. Zatim nailazimo na Uble, gdje se nalaze velike livade i sedam rimskih bunara sa živom vodom. Na Ublama se nalaze ostaci lugarskih kuća. Potom nailazimo na Koviovac, Šuplji umac u kojem se nalazi vrlo duboka jama. Iza Šupljog umca ide Mala poviruša te Velika poviruša. Dalje prema Čaprazlijama nalaze se Mali i Veliki sokolac,a iza njih se nalazi Vešća gora. Ispod sela nalazi se Livanjsko polje, koje se nalazi na nadmorskoj visini od 700 do 720 m. Odmah do sela su dva do četiri zgona (njiva) a zatim nastaju prostrane livade.
U polje vode tri ulice, Maljanska, Avlijaška i Podastranjska. Rijeka Jaruga spada u veće ponornice krških polja. Ona od Livna teče prema Donjim Rujanima. U Sastavcima se u nju ulijeva Palačka, te dalje teče prema ponorima. Ponor je velik ali ponekad ne može primiti svu vodu, pa se onda rijeka izlije iz svog korita te poplavi gotovo cijelo polje. Ova voda teče kroz Dinaru, izvire kod Bitelića te se ulijeva u Cetinu. Selo se sastoji od tri zaseoka; Maljani, Avlija i Podastrana.

## Znamenitosti
U Rujanima se nalazi Memorijalni centar Rujani koji je otvoren kolovoza 2010. godine. U spomen je na više od trista poginulih hrvatskih branitelja, koji su većinom bili livanjski.  Nalazi se u sklopu crkve sv. Jurja mučenika. U blizini Memorijalnog centar je postavljen tenk T84, na platou na kojem je i uništen.
Filijalna spomen-crkva sv. Jurja mučenika svečano je otvorena 24. srpnja 2010. u čast svih koji su dali živote za slobodu Domovine. U crkvi su uklesana imena svih poginulih pripadnika HV i HVO na 15 kamenih ploča. Crkva pripada rkt. župi sv. Josipa Lištani.